# Cosmo's Factory
Cosmo's Factory je páté album od americké skupiny Creedence Clearwater Revival, vydané v roce 1970 (viz 1970 v hudbě).
Cosmo's Factory bylo pátým albem CCR v průběhu dvou let. Mělo největší komerční úspěch, když dosáhlo pozice číslo 1 v Billboard Pop Albums chart a obsadilo i ne méně než šesti singlových žebříčcích. Překvapivě dosáhlo i 11 pozice v žebříčku Billboard Soul Albums, třebaže byli téměř neznámou bílou pop-rockovou skupinou.
Skupina chodila zkoušet do velkoskladu v Berkeley a vedoucí skupiny John Fogerty vyžadoval, aby se cvičilo téměř každý den, takže bubeník Doug "Cosmo" Clifford začal tomu místu říkat "the factory" - továrna. Podle toho vznikl i název alba - Cosmova továrna.
"Up Around the Bend" byla později předělána finskou rockovou skupinou Hanoi Rocks.

## Seznam stop

### Strana jedna
1. Ramble Tamble (J. Fogerty) – 7:10
2. Before You Accuse Me (Bo Diddley) – 3:27
3. Travelin' Band (J. Fogerty) – 2:07
4. Ooby Dooby (Wade Moore, Dick Penner) – 2:07
5. Lookin' Out My Back Door (J. Fogerty) – 2:35
6. Run Through the Jungle (J. Fogerty) – 3:10

### Strana dva
1. Up Around the Bend (J. Fogerty) – 2:42
2. My Baby Left Me (Arthur Crudup) – 2:19
3. Who'll Stop the Rain (J. Fogerty) – 2:29
4. I Heard It Through the Grapevine" (Norman Whitfield, Barrett Strong) – 11:07
5. Long as I Can See the Light (J. Fogerty) – 3:33

## Obsazení
- Doug Clifford - bicí
- Stu Cook - baskytara
- John Fogerty - sólová kytara, piáno, saxofon, zpěv
- Tom Fogerty - kytara

## Žebříčky
| Rok  | Žebříček        | Umístění |
| ---- | --------------- | -------- |
| 1970 | Soul Albums     | #11      |
| 1970 | Pop Albums      | #1       |
| 1970 | UK Albums Chart | #1       |

### Singly
| Rok  | Singl                         | Umístění    | Umístění  |
| Rok  | Singl                         | Pop Singles | UK Top 40 |
| ---- | ----------------------------- | ----------- | --------- |
| 1970 | "Long As I Can See The Light" | #2          | #20       |
| 1970 | "Lookin' Out My Back Door"    | #2          |           |
| 1970 | "Run Through The Jungle"      | #4          |           |
| 1970 | "Travelin' Band"              | #2          | #8        |
| 1970 | "Up Around The Bend"          | #4          | #3        |
| 1970 | "Who'll Stop The Rain"        | #2          |           |